# Siegfried Grabner
Siegfried "Sigi" Grabner (Feldkirchen in Kärnten, 4 februari 1975) is een Oostenrijkse snowboarder. Hij vertegenwoordigde zijn vaderland op vier opeenvolgende Olympische Winterspelen.

## Carrière
Siegfried Grabner groeide op de Hochsinner op, de hoogst gelegene boerderij van Karinthië die het gehele jaar door geëxploiteerd wordt, dichtbij gelegen bij het skigebied Turracher Höhe.
Bij zijn wereldbekerdebuut, in november 1997 in Sölden, eindigde Grabner direct op de zevende plaats. Vier jaar later stond hij in Whistler voor de eerste maal in zijn carrière op het podium van een wereldbekerwedstrijd, op 20 januari 2002 boekte hij in Bardonecchia zijn eerste wereldbekerzege. In de seizoenen 2003/2004 en 2008/2009 won de Oostenrijker het wereldbekerklassement parallelslalom en parallelreuzenslalom, in het seizoen 2008/2009 won hij tevens het algemene wereldbekerklassement.
Grabner nam in zijn carrière vier keer deel aan de Olympische Winterspelen. Tijdens de Olympische Winterspelen 2006 in Turijn veroverde hij de bronzen medaille op de parallelreuzenslalom.
In zijn carrière nam Grabner zes maal deel aan de wereldkampioenschappen snowboarden. Op de wereldkampioenschappen snowboarden 2003 in Kreischerg werd hij wereldkampioen op de parallelslalom, twee jaar later behaalde hij in Whistler de bronzen medaille op hetzelfde onderdeel.

## Resultaten

### Olympische Spelen
| Jaar | Plaats         | Resultaten               |
| ---- | -------------- | ------------------------ |
| 1998 | Nagano         | 23e Reuzenslalom         |
| 2002 | Salt Lake City | 7e Parallelreuzenslalom  |
| 2006 | Turijn         | Parallelreuzenslalom     |
| 2010 | Vancouver      | DNF Parallelreuzenslalom |

### Wereldkampioenschappen
| Jaar | Plaats      | Resultaten                                                    |
| ---- | ----------- | ------------------------------------------------------------- |
| 2003 | Kreischberg | Parallelslalom · 5e Parallelreuzenslalom                      |
| 2005 | Whistler    | Parallelslalom · 6e Parallelreuzenslalom                      |
| 2007 | Arosa       | 13e Parallelslalom 4e Parallelreuzenslalom 26e Snowboardcross |
| 2009 | Gangwon     | 11e Parallelslalom 5e Parallelreuzenslalom                    |
| 2011 | La Molina   | 21e Parallelslalom                                            |
| 2013 | Stoneham    | 27e Parallelslalom                                            |

### Wereldbeker
Eindklasseringen
| Seizoen   | Algm   | PAR    | PGS   | RS  | PSL |
| --------- | ------ | ------ | ----- | --- | --- |
| 1997/1998 | 83e    | —      | —     | 28e | —   |
| 2000/2001 | —      | —      | —     | —   | 55e |
| 2001/2002 | —      | 13e    | Brons | 15e | —   |
| 2002/2003 | —      | 10e    | —     | —   | —   |
| 2003/2004 | —      | Goud   | —     | —   | —   |
| 2004/2005 | —      | Brons  | —     | —   | —   |
| 2005/2006 | 8e     | 6e     | —     | —   | —   |
| 2006/2007 | Zilver | Zilver | —     | —   | —   |
| 2007/2008 | 16e    | 10e    | —     | —   | —   |
| 2008/2009 | Goud   | Goud   | —     | —   | —   |
| 2009/2010 | 115e   | 32e    | —     | —   | —   |
| 2010/2011 | 15e    | 11e    | —     | —   | —   |
| 2011/2012 | —      | 5e     | —     | —   | —   |

Wereldbekerzeges
| Datum            | Plaats          | Onderdeel            |
| ---------------- | --------------- | -------------------- |
| 20 januari 2002  | Bardonecchia    | Parallelreuzenslalom |
| 24 januari 2002  | Kreischberg     | Parallelreuzenslalom |
| 19 oktober 2003  | Sölden          | Parallelslalom       |
| 12 december 2003 | Whistler        | Parallelreuzenslalom |
| 3 februari 2004  | Maribor         | Parallelreuzenslalom |
| 14 maart 2004    | Bardonecchia    | Parallelreuzenslalom |
| 7 januari 2005   | Sint-Petersburg | Parallelslalom       |
| 18 februari 2005 | Sapporo         | Parallelreuzenslalom |
| 7 oktober 2005   | Landgraaf       | Parallelslalom       |
| 13 oktober 2006  | Landgraaf       | Parallelslalom       |
| 20 december 2006 | Bad Gastein     | Parallelslalom       |
| 21 december 2008 | Arosa           | Parallelslalom       |
| 6 januari 2009   | Kreischberg     | Parallelreuzenslalom |
| 28 januari 2012  | Sudelfeld       | Parallelreuzenslalom |